# Trichogramma clotho
Trichogramma clotho är en stekelart som beskrevs av Pinto 1992. Trichogramma clotho ingår i släktet Trichogramma och familjen hårstrimsteklar. Inga underarter finns listade i Catalogue of Life.